# Pop latino
Genres dérivés
Tropipop
Genres associés
Rock en espagnol
La pop latino est genre de musique pop, dont les éléments sonores sont extraits de musiques latino-américaines ; il peut également désigner de la musique pop originaire de pays hispanophones ou lusophone pour le Brésil.

## Histoire
Le pop latino est l'un des genres de musique latine les plus populaires. Cependant, avant l'arrivée d'artistes tels que Shakira et Ricky Martin, le pop latino se popularisait avec des chansons de Sérgio Mendes au milieu des années 1960 ; des décennies plus tard, il est défini par des ballades romantiques d'artistes légendaires comme Julio Iglesias ou Roberto Carlos dans les années 1970
Le pop latino devient la forme de musique latine la plus répandue aux États-Unis dans les années 1980 et 1990, et parvient même à se populariser chez un public non originaire d'Amérique latine à la fin des années 1990. Bien que non limitée au continent sud-américain, le pop latino ancre profondément les techniques de production issues d'autres genres musicaux — latins et autres — en particulier ceux initialement développé aux États-Unis. La tejano music, centrée au Texas, commence à introniser le synthétiseur. New York et Miami abritent les scènes Latin club, dans les années 1980 ce qui mène à la popularisation de la musique freestyle.

## Caractéristiques
Ce genre mêle  du rythme latinoaméricain à de la musique anglophone des années 1960 et  émerge de la confluence des styles latins traditionnels tels que le boléro, les ballades et autres qui s'associent aussi à la musique pop, rock, et dance. Cette musique est un produit destiné pour un segment de la jeunesse qui préfère une alternative douce au Rock latino.
Certaines des caractéristiques fondamentales de la pop latino sont la courte durée de ses chansons, la structure strophe-chœur-strophe de ses compositions lyriques, et ses rythmes et chœurs entraînants. Son instrumentation, par contre, utilise essentiellement la batterie, la basse, la guitare électrique, le chant et le clavier, ainsi que l'utilisation de la technologie pour la composition musicale.

## Interprètes
Parmi les auteurs-interprètes ou groupes et producteurs, citons des artistes comme Leonel García, Gian Marco, Estefano, Kike Santander, Juan Luis Guerra, Mario Domm, Rudy Pérez, ou encore Draco Rosa, Thalía, Lynda Thomas, Luis Fonsi, Timbiriche, Jon Secada, Julio Iglesias, Gloria Estefan, Jennifer Lopez, Shakira, Ricky Martin, Enrique Iglesias, Pitbull, Paulina Rubio, Selena, Luis Miguel, Rocío Dúrcal, José José, Juanes, Alejandro Sanz, Eros Ramazzotti, Laura Pausini, Naty Botero, Dulce María, Gloria Trevi, Fonseca, Vitaly Novich, Ha*Ash, Urband 5, José Feliciano, CD9, Gemeliers, Abraham Mateo.
De plus, il existe de nouveaux chanteurs qui s'aventurent dans ce genre comme Reik, Danna Paola, Martina Stoessel , Luis Jara, Morat, Bacilos, CNCO, etc. Nombreux parmi ces artistes sont généralement des personnages au fort attrait visuel, avec un style et une personnalité fortement marqués. Cette musique entretient une relation très étroite avec l'industrie du disque et les médias de masse. Ils ont tendance à apparaître dans des émissions de télévision pour annoncer leur travail sur les réseaux sociaux, promouvoir des vidéoclips pour proposer des albums et des concerts à un large public.